# تومویوکی هیراس
تومویوکی هیراس (به انگلیسی: Tomoyuki Hirase) بازیکن فوتبال اهل ژاپن و عضو تیم ملی فوتبال ژاپن است که در تاریخ ۰۵ فوریه ۲۰۰۰ میلادی اولین بازی ملی‌اش را انجام داد. او در ۲ بازی ملی حضور داشت و آخرین بازی ملی خود را در تاریخ ۱۳ فوریه ۲۰۰۰ میلادی انجام داد. تومویوکی هیراس در بازی‌های ملی‌اش
گلی به ثمر نرساند.